# Krubice (gromada)
Krubice – dawna gromada, czyli najmniejsza jednostka podziału terytorialnego Polskiej Rzeczypospolitej Ludowej w latach 1954–1972.
Gromady, z gromadzkimi radami narodowymi (GRN) jako organami władzy najniższego stopnia na wsi, funkcjonowały od reformy reorganizującej administrację wiejską przeprowadzonej jesienią 1954 do momentu ich zniesienia z dniem 1 stycznia 1973, tym samym wypierając organizację gminną w latach 1954–1972.
Gromadę Krubice z siedzibą GRN w Krubicach (obecnie część wsi Podkampinos) utworzono – jako jedną z 8759 gromad na obszarze Polski – w powiecie sochaczewskim w woj. warszawskim, na mocy uchwały nr VI/10/4/54 WRN w Warszawie z dnia 5 października 1954. W skład jednostki weszły obszary dotychczasowych gromad Izbiska, Lisice, Maszna, Pawłowice, Podkampinos, Prusy, Stelmachowo i Trzciniec ze zniesionej gminy Szymanów w tymże powiecie. Dla gromady ustalono 10 członków gromadzkiej rady narodowej.
31 grudnia 1959 z gromady Krubice wyłączono (a) wsie Stelmachowo i Trzciniec, włączając je do gromady Czarnów w powiecie pruszkowskim w tymże województwie oraz (b) wsie Izbiska, Lisica, Maszna i Pawłowice, włączając je do gromady Teresin w powiecie sochaczewskim, po czym gromadę Krubice zniesiono a jej (pozostały) obszar włączono do gromady Kampinos powiecie sochaczewskim.